# ثيودور غروس
ثيودور غروس (بالإنجليزية: Theodore Gross)‏ هو لاعب جمباز أمريكي، ولد في 17 فبراير 1880 في لويفيل في الولايات المتحدة، وتوفي في 1 ديسمبر 1951 في شيكاغو في الولايات المتحدة.

## وصلات خارجية
- ثيودور غروس على موقع أوليمبيديا (الإنجليزية)